# Petco Park
Il Petco Park è uno stadio di baseball situato a San Diego nello Stato della California, Stati Uniti. Ospita gli incontri casalinghi dei San Diego Padres, squadra che milita nella Major League Baseball (MLB).
La sua costruzione ha permesso di rimodernare gran parte del centro della città e ha rivitalizzato le attenzioni dei tifosi per la squadra di baseball locale. È situato adiacente al Gaslamp District e ha rimpiazzato il Qualcomm Stadium.
Il 12 luglio 2016 si è giocato qui l'87º MLB All-Star Game e la squadra dell'American League ha vinto con il punteggio di 4 a 2 contro la National League.
Occasionalmente viene usato per concerti e in passato ha ospitato partite di rugby, football, tennis, golf e calcio.

## Storia

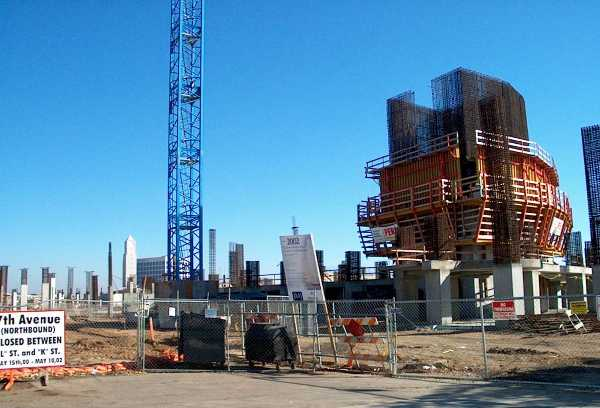
Il cantiere durante le fasi iniziali.

Lo stadio è stato progettato per trasferire la squadra dei Padres dal vecchio Qualcomm Stadium (che li ha ospitati dal 1969 al 2003) e il cantiere è stato affidato alla San Diego Ballpark Builders, una partnership formata volutamente tra la Clark Construction, la Nielsen Dillingham e la Douglas E. Barnhart. I costi totale della costruzione (poco più di 450 milioni di dollari) sono stati coperti in parte dalla città di San Diego con l'intenzione di rinnovare una grande porzione del centro della città.
I lavori sono iniziati il 3 maggio del 2000 e l'inaugurazione era prevista per l'inizio della stagione MLB del 2002 che per via di motivi politici e legali slittò di un paio d'anni. Un'altra causa del rinvio è stata la presenza di un edificio storico e iscritto al National Historic Landmark dal 1978 (il Western Metal Supply Company building) che sarebbe stato demolito per fare spazio alle tribune nella parte esterna a sinistra del campo; dopo diverse trattative si è deciso di lasciare lo stabile nella posizione originale e di integrarlo nel impianto attraverso una ristrutturazione della facciata esterna nonché dei locali interni.
La prima partita è stata giocata l'11 marzo 2004 tra i San Diego State Aztecs e gli Houston Cougars durante un torneo amichevole universitario organizzato dalla San Diego State University. L'inaugurazione ufficiale è avvenuta durante la prima partita di campionato l'8 aprile 2004 e ha visto i San Diego Padres vincere 4 a 3 contro i San Francisco Giants.
I diritti per il nome sono stati acquistati dall'azienda Petco che si occupa di distribuire cibo e prodotti per animali, ha sede a San Diego e li deterrà fino al 2026. 

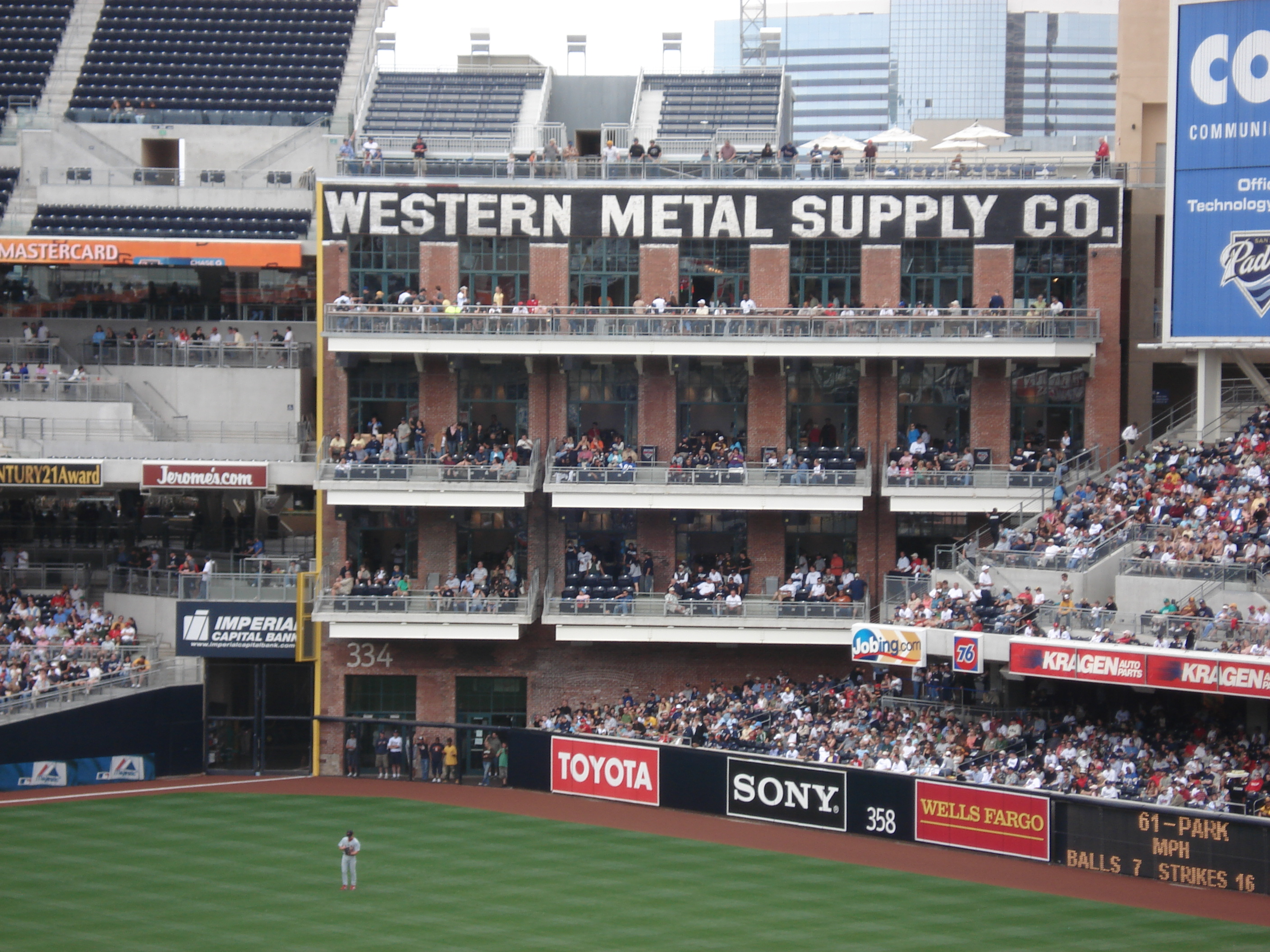
Il Western Metal Supply Company building fotografato durante una partita.

## Capienza
Di seguito viene riportata la capienza dello stadio durante i rispettivi anni:
- 42,445 (2004–2007)
- 42,691 (2008–2012)
- 42,524 (2013)
- 42,302 (2014)
- 41,164 (2015)
- 40,162 (2016–oggi)

## Usi secondari
Occasionalmente l'impianto viene modificato per poter ospitare eventi di vario genere e concerti. In passato si sono esibiti artisti quali Madonna, Avicii, Deadmau5, Paul McCartney, i Rolling Stones e Taylor Swift.
Dal 2007 al 2009 è stato scelto come sede del torneo di rugby a 7 USA Sevens che si sviluppa durante la seconda settimana di febbraio e attualmente si svolge a Las Vegas. Il Petco Park è stato preferito ad altre strutture per via del clima mite della città durante l'inverno.
Dal 2010 si organizzano qui eventi associati al Comic-Con International, convention annuale per appassionati di fumetti, manga, anime e cultura pop generica.

## Galleria d'immagini

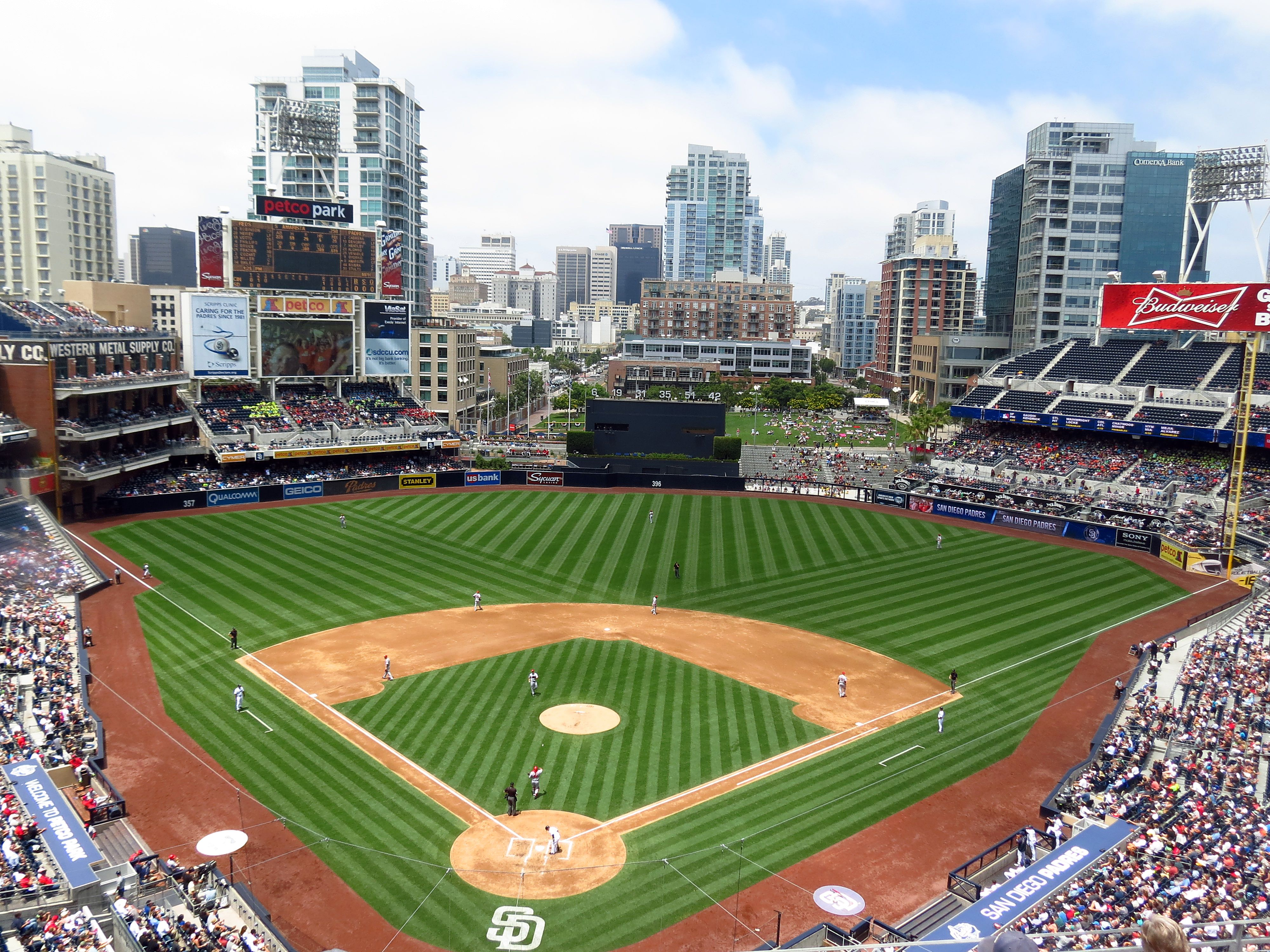
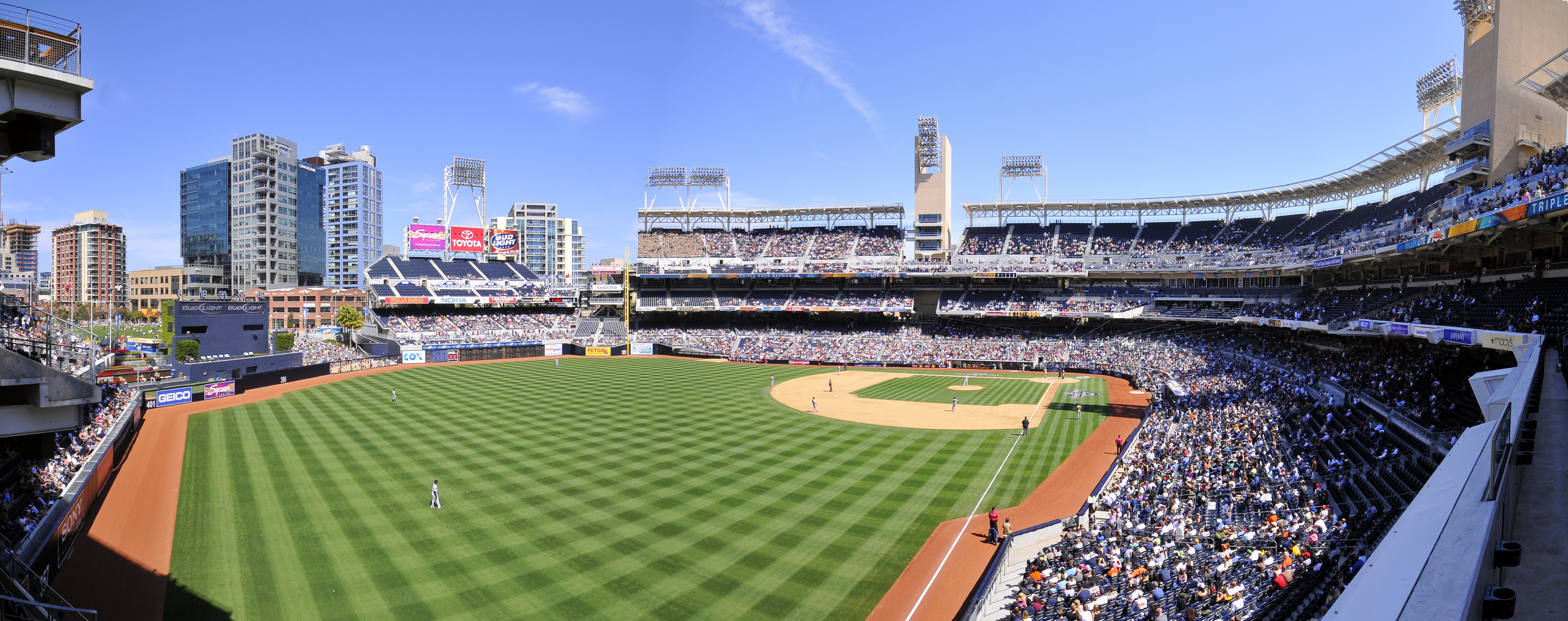
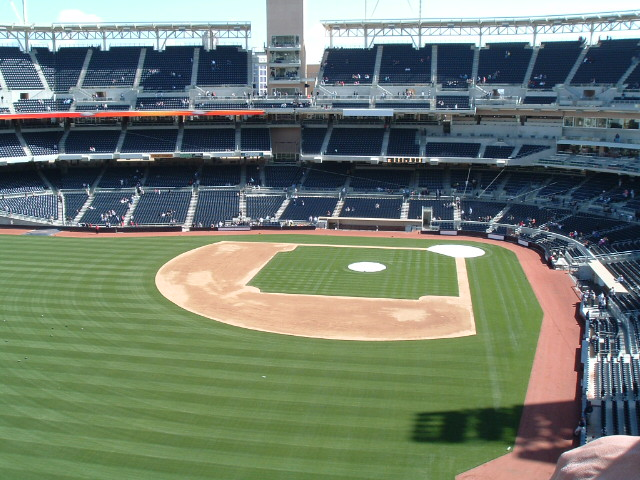
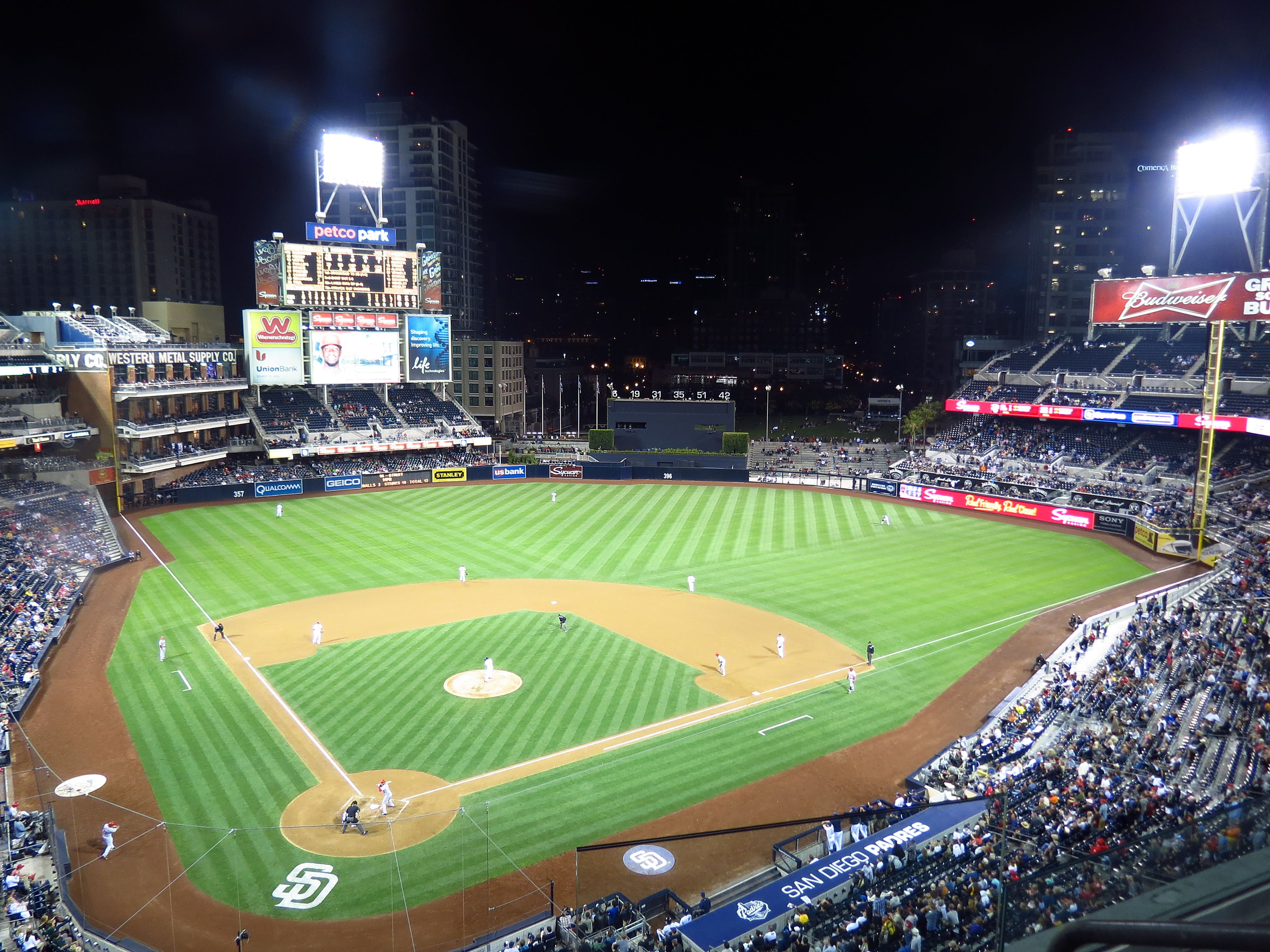
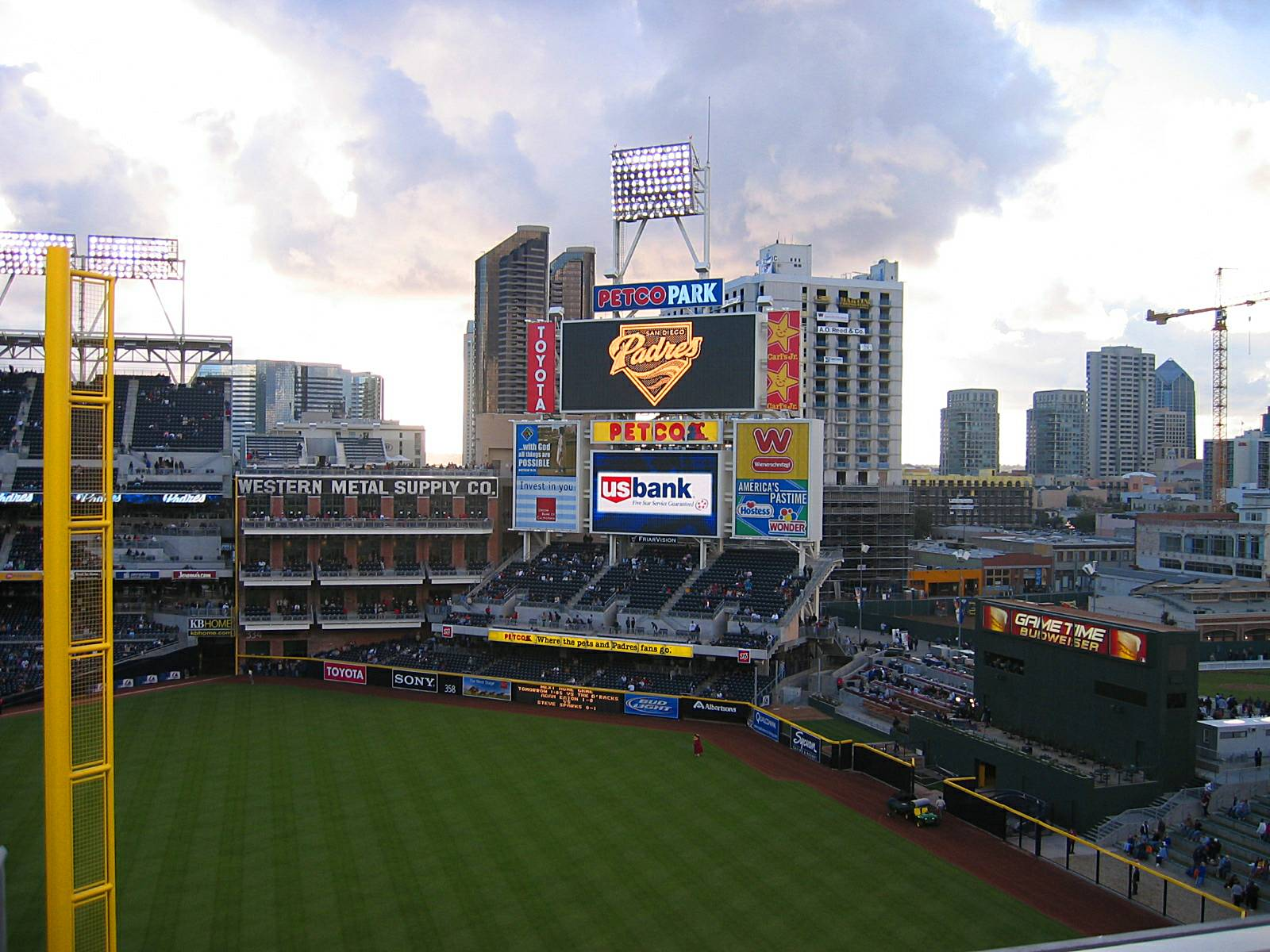
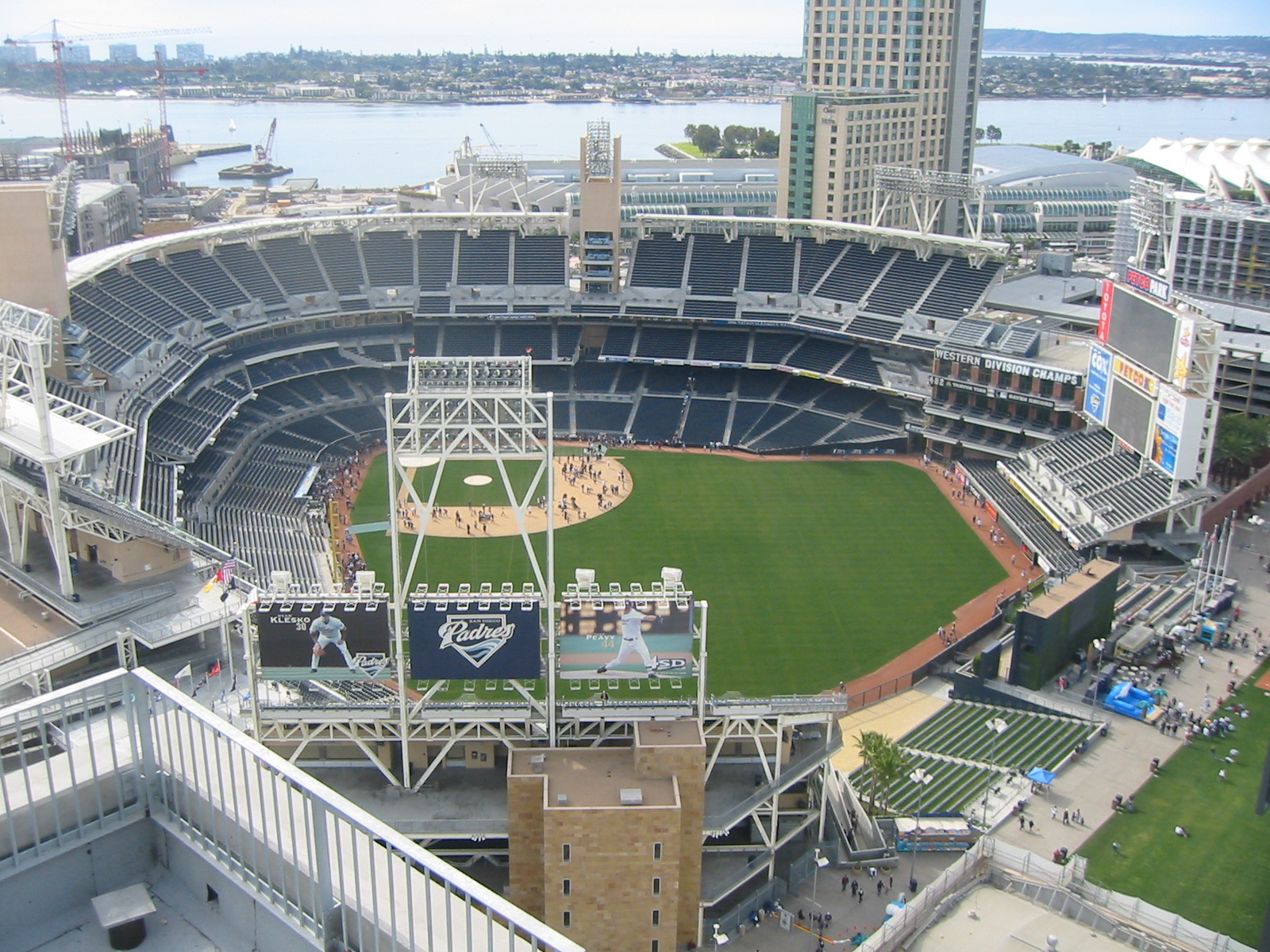
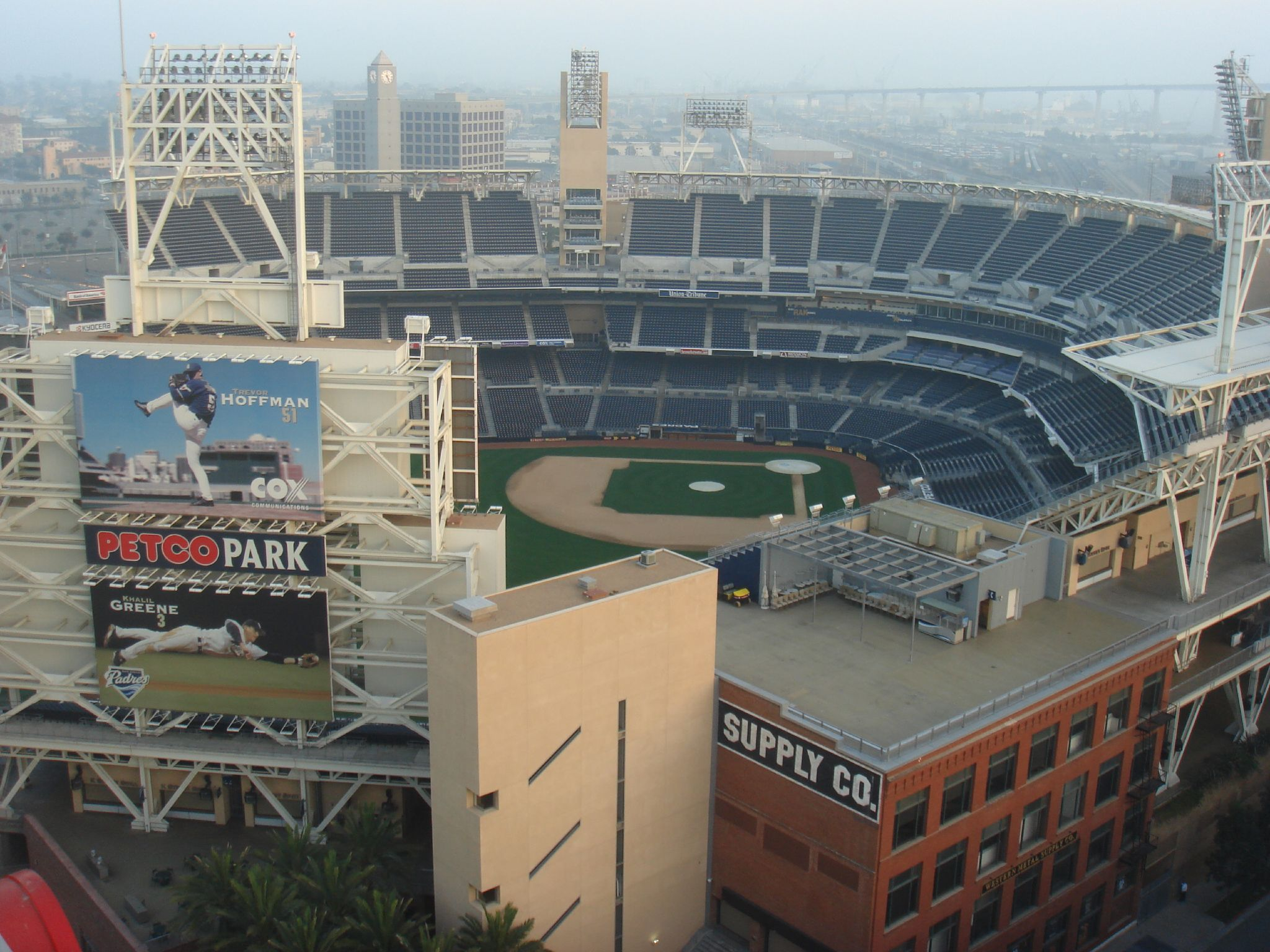
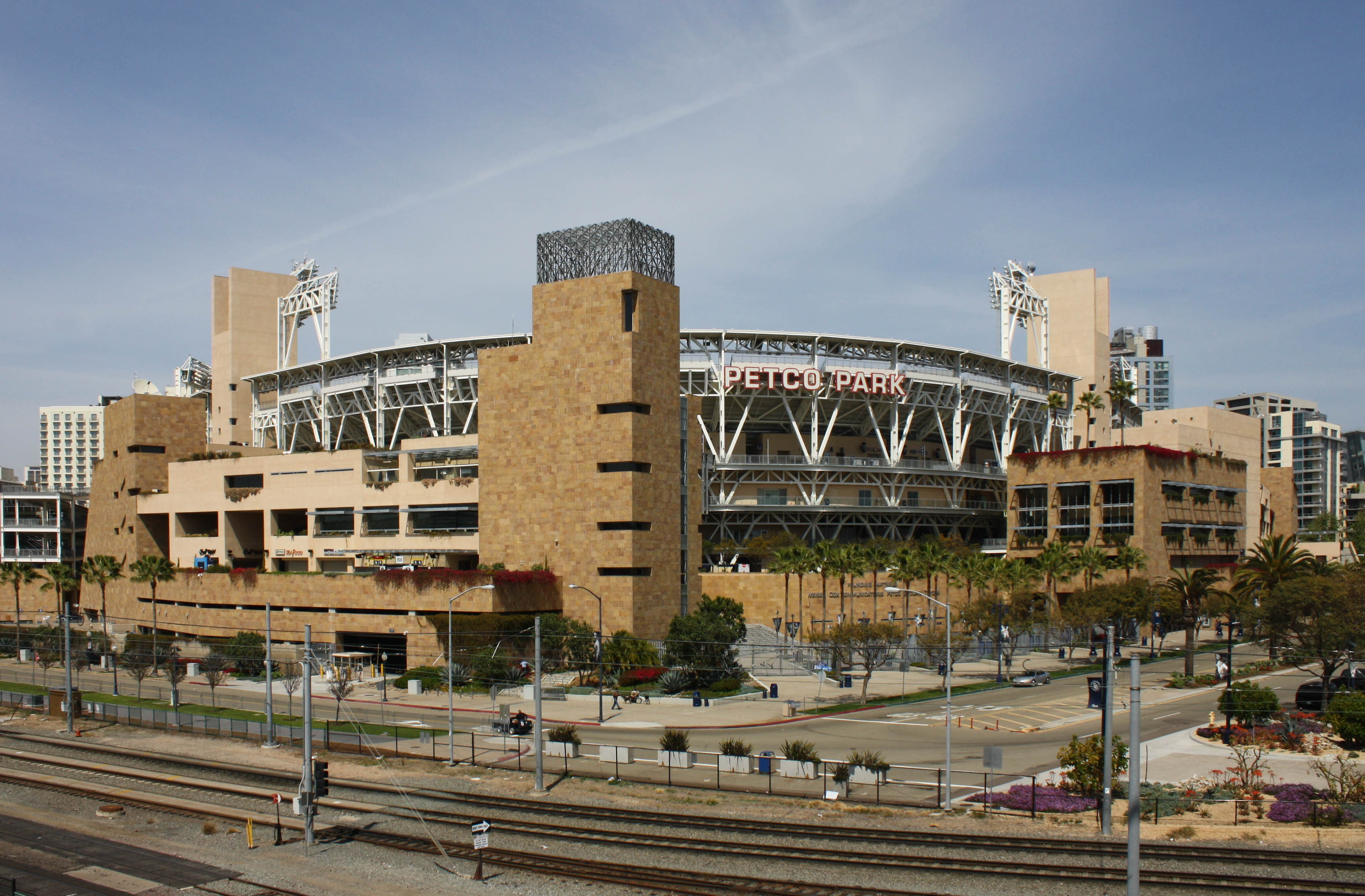
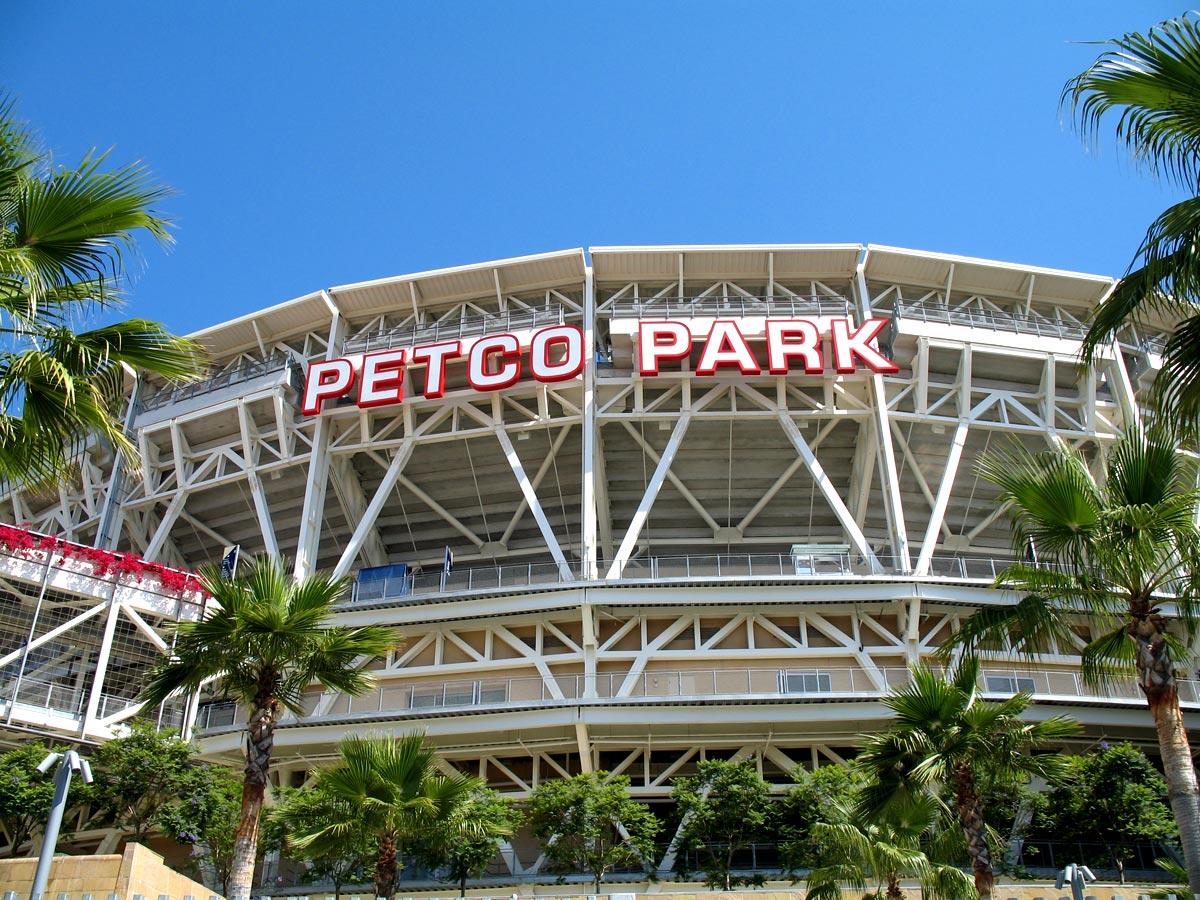
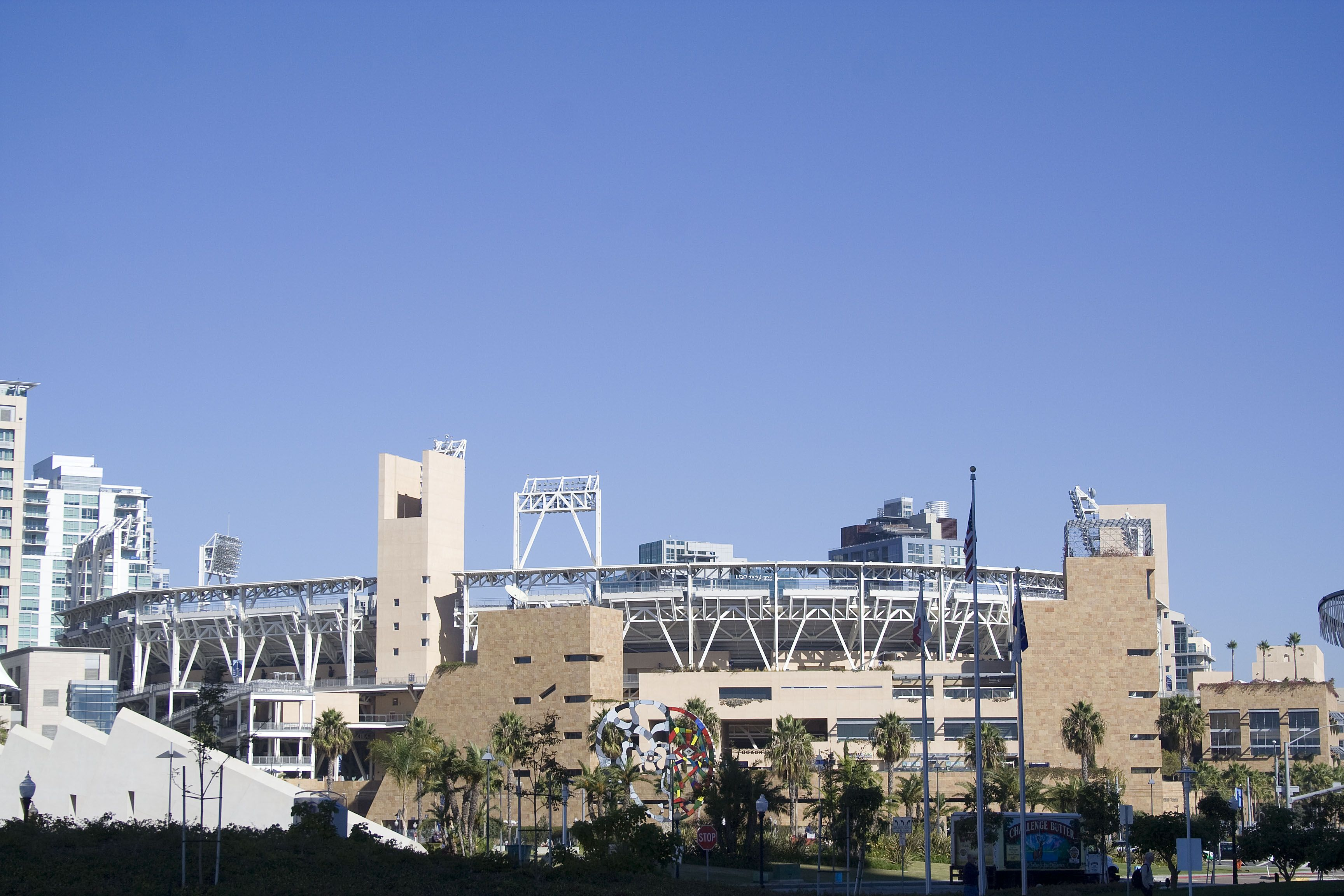